# Ortaçokdeğirmen, Kumru
Ortaçokdeğirmen là một xã thuộc huyện Kumru, tỉnh Ordu, Thổ Nhĩ Kỳ. Dân số thời điểm năm 2010 là 194 người.